# ムッジャ
ムッジャ（伊: Muggia ; スロベニア語: Milje）は、イタリア共和国フリウリ＝ヴェネツィア・ジュリア州トリエステ県にある、人口約13,000人の基礎自治体（コムーネ）。
トリエステ市からトリエステ湾を挟んで南へ約5kmに位置する海沿いの町で、県内ではトリエステに次ぐコムーネ人口を持つ。

## 地理

### 位置・広がり
トリエステ県南西部、トリエステ市の南に位置するコムーネで、北にトリエステ湾に面し、南にスロベニアと国境を接する。
ムッジャの街はトリエステ市中心部から湾を挟んで南へ約5kmの距離にある。また、スロベニアのコペル（イタリア語名: カポディストリア）からは北北東へ約7km、クロアチアのリエカ（イタリア語名: フィウメ）の北西約61kmの距離にある。
北と西を海に面した東西に長いコムーネは7km以上の海岸線を持ち、海沿いに道路が走る。

#### 隣接コムーネ
隣接するコムーネ、およびそれに相当する行政区画は以下の通り。括弧内のSLOはスロベニア領を示す。
- トリエステ - 北
- サン・ドルリーゴ・デッラ・ヴァッレ - 東
- コペル (SLO) - 南

### 地勢
内陸には丘陵が広がる。

### 気候分類・地震分類
ムッジャにおけるイタリアの気候分類 (it) および度日は、zona E, 2104 GGである。
また、イタリアの地震リスク階級 (it) では、zona 3 (sismicità bassa) に分類される。

## 歴史

### 古代
ムッジャの地には、紀元前8世紀 - 紀元前7世紀頃に砦が建てられた。紀元前178年から177年にかけて、この地を征服したローマ人は、カストルム・ムグラエ（Castrum Muglae）という集落を作った。
西ローマ帝国の崩壊後、この地は東ゴート王国、ランゴバルド王国、東ローマ帝国、アヴァール人、フランク王国などの統治を受け、931年にイタリア王ウーゴによりアクイレイアの総大司教に寄進されてその司教領の一部となった。

### 中世・近代
現在のムッジャの中心集落は、13世紀に作られた。現在見られる聖堂や市庁舎はその後の時代の再建を受けているが、その最初の施設はこの時代に建設されたものである。1420年にはヴェネツィア共和国の統治下に入った。
1797年のヴェネツィア共和国滅亡後は、ハプスブルク君主国（オーストリア帝国）領となり、工業・造船の都市として発展した。第一次世界大戦後はイタリア王国の領土となった。

### 第二次世界大戦後
第二次世界大戦後は、トリエステ自由地域の一部となった。
1954年、トリエステ自由地域が解消され、イタリアに編入された。イタリア王国時代にイストリア県に所属していた町村の中で唯一イタリア領に残ったコムーネである。

## 行政区画

### 分離集落
ムッジャは以下の分離集落から構成される。地名は、イタリア語名 / スロベニア語名 の順に表記している。
| - Aquilinia / Žavlje - Belpoggio / Beloglav - Chiampore / Čampore - Farnei - Lazzaretto-San Bartolomeo / Lazaret-Sveti Jernej | - Rabuiese / Rabujez - Santa Barbara / Korošci - Vignano / Vinjan - Zindis |

## 交通

### 道路
国道
- SS15 (it:Strada statale 15 Via Flavia)

町の東部には、トリエステから南下する国道SS15が走り、スロベニア国境を越えてコペル（イタリア名：カポディストリア）の町に通じている。

## 人物

### 著名な出身者
- ダリオ・ヒュブナー - サッカー選手

## 姉妹都市
- オーバーフェラッハ（イタリア語版）（オーストリア）